# Nina de Geòrgia
Ninó o Nina (georgià: ნინო; grec antic: Νίνω; armeni: Նuնե; llatí: Nino) (Capadòcia, 296 – monestir de Bodbe, 338 o 340) fou una missionera cristiana que predicà i introduí el cristianisme a Geòrgia. És venerada com a isoapòstola (‘igual als apòstols’) a l'Església Ortodoxa i com a santa a tota la cristiandat.

## Biografia

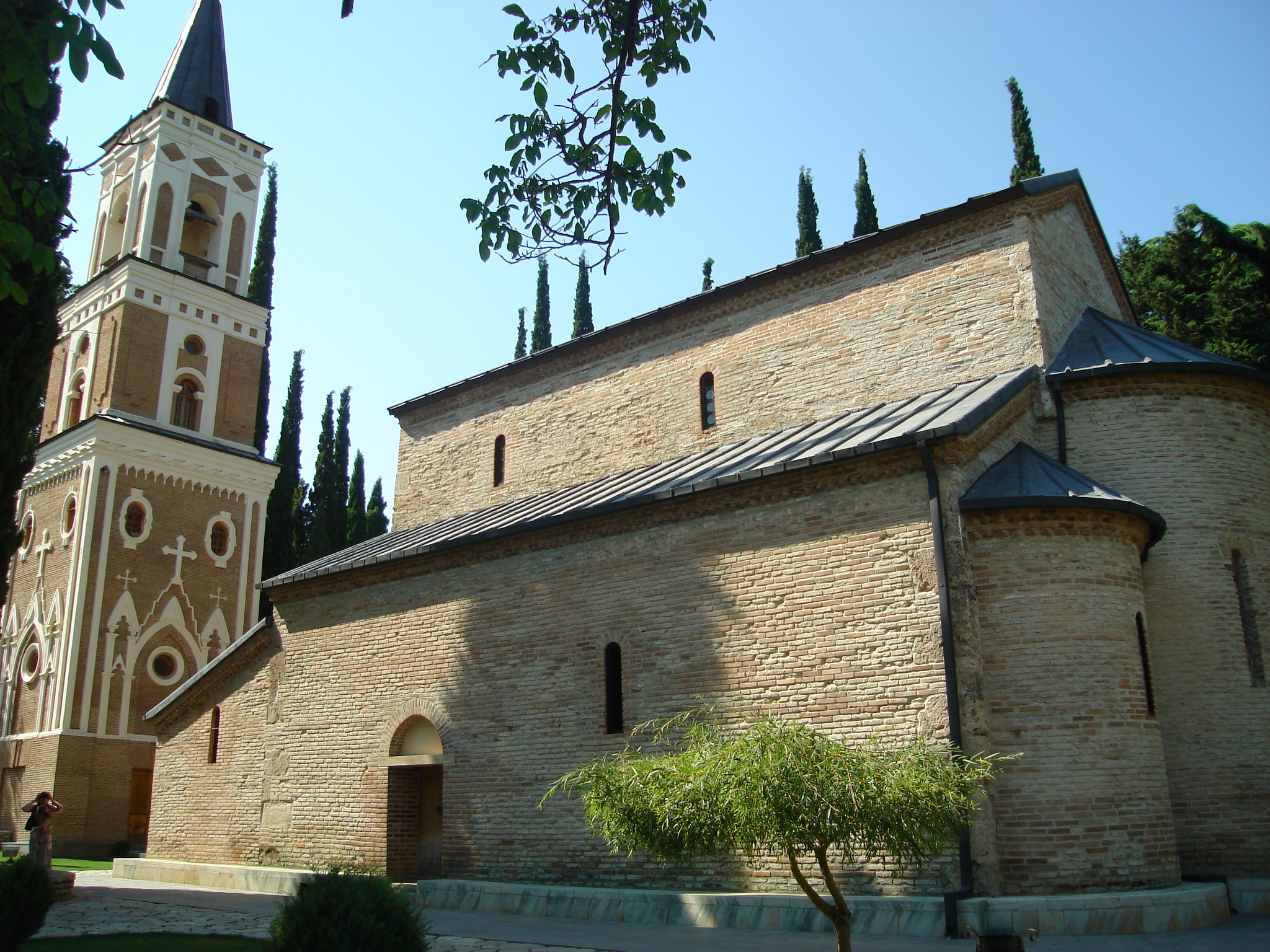
Monestir de Bobde, amb la tomba de la santa.

Santa Ninó nasqué a Colastres, Capadòcia, i és considerada neboda de sant Jordi. Segons les fonts més difoses, era originària de Kolastra (Capadòcia) i parent de sant Jordi, i va arribar a Geòrgia, l'antic Regne d'Ibèria, cap a l'any 320, provinent de Constantinoble. Altres fonts indiquen que era de Jerusalem, Roma o la Gàl·lia. Després de fer diversos miracles i guarir malalts, va convertir, entre d'altres, la reina Nana, a qui havia sanat d'una greu malaltia, i el rei Mirian III d'Ibèria. Aquest, segons la llegenda, s'havia perdut en un bosc durant una cacera, i ja a les fosques, va invocar «el déu de Ninó» i només així va poder trobar el camí de sortida. Convertit, Mirian va proclamar el cristianisme com a religió oficial del regne en 327 i Ninó va poder continuar la seva activitat de predicació fins a la seva mort.
El martirologi romà, en l'entrada del 14 de gener, en diu: «Al país dels íbers, més enllà del Pont Euxí, al segle iv, Santa Ninó. Captiva cristiana, va adquirir, per la santedat de la seva vida, un tal respecte i admiració de tothom que va atreure a la fe del Crist la mateixa reina del país, el fill de la qual, d'edat petita, havia recuperat la salut gràcies a les pregàries de la santa, i amb ella, també [fou atret a la fe del Crist] el rei [de Geòrgia], i tot el poble.»

## Veneració
La seva tomba es venera al monestir de Bodbe, a Kakheti, en la Geòrgia oriental, essent una de les santes amb més devoció a l'Església Apostòlica Autocèfala Ortodoxa Georgiana.